# Laudenbach (Bergstraße)

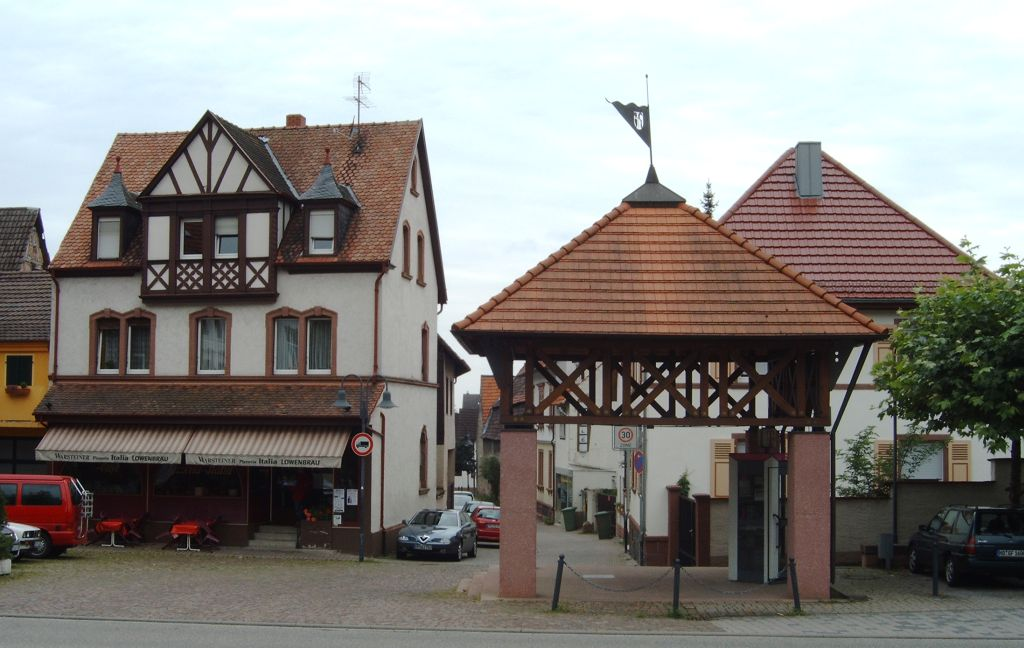
Ortskern

Laudenbach ist eine Gemeinde im Rhein-Neckar-Kreis im sogenannten Rhein-Neckar-Dreieck im Nordwesten Baden-Württembergs. Zusammen mit Hemsbach bildet Laudenbach die Vereinbarte Verwaltungsgemeinschaft Hemsbach.

## Geographie
Laudenbach liegt am gleichnamigen Bach an der nördlichen badischen Bergstraße, direkt an der hessischen Landesgrenze. Die Gemarkung Laudenbachs grenzt im Westen, Norden und Osten an Hessen; im Osten bildet die Bergstraße die Grenze der Rheinebene zum Odenwald. Im Süden befindet sich Hemsbach, im Westen Lorsch, im Norden Heppenheim, und östlich liegt das zu Heppenheim gehörende Ober-Laudenbach, mit dem es historisch bedingt einen sehr komplizierten Grenzverlauf gibt, so dass die durch Ober-Laudenbach führenden Straßen zur Gemarkung von Laudenbach gehören. Größere Städte sind etwa 25 km südwestlich Mannheim, 25 km südlich Heidelberg und etwa 30 km nördlich Darmstadt. Zur Gemeinde Laudenbach gehören keine weiteren Ortschaften.
Die Gemarkung erstreckt sich auf einer Höhe zwischen 94 und 402 Metern (Steinkopf) über 1029 Hektar.
Von diesen 1029 Hektar werden (Stand Ende 2021) 140 als Siedlungsfläche, 70 als Verkehrsfläche und 797 als Vegetationfläche genutzt (davon 565 für Landwirtschaft und 221 bewaldet).

## Geschichte
795 wurde Laudenbach erstmals urkundlich als »Lutenbach« im Lorscher Codex erwähnt, dem Urkundenbuch des Klosters Lorsch. 1232 wurde Laudenbach dem Hoheitsgebiet des Erzbischofs von Mainz zugesprochen. 1288 wechselte die Ortschaft in Pfälzer Lehen, woraufhin Besitzstreitigkeiten des Pfalzgrafen mit dem Erzbischof von Mainz entbrannten. 1460 wurde das Dorf niedergebrannt. 1485 kam Laudenbach unter die Verwaltung des kurmainzischen Bischofs von Worms, Zoll- und Zentrechte verblieben aber bei der Kurpfalz. Nach zahllosen Streitigkeiten erhielt die Kurpfalz 1705 wieder die volle Hoheit über Laudenbach und gliederte den Ort in das Oberamt Ladenburg ein.
Mit dem Ende des Heiligen Römischen Reichs Deutscher Nation wurde 1803 auch die Kurpfalz aufgelöst. Laudenbach wurde daraufhin badisch und Grenzort mit Hauptzollstation zu Hessen. 1849 wurde Laudenbach in Kampfhandlungen zwischen hessischem Militär und badischen Revolutionstruppen verwickelt, wovon noch heute eine Kanonenkugel im alten Pfarrhaus zeugt.
Politisch waren seit der Reichsgründung 1871 zunächst die Liberalen die stärkste Strömung, ehe sie 1912 von der SPD abgelöst wurden. Diese blieb auch in der Weimarer Republik bis 1930 die stärkste Kraft. Bei der Reichstagswahl 1933 erhielt die NSDAP 42,5 Prozent der Stimmen.
Nachdem Laudenbach bis dahin zum badischen Bezirksamt Weinheim gehört hatte, erfolgte 1936 die Eingliederung zum Bezirksamt Mannheim, dem späteren Landkreis Mannheim.
Nach dem Zweiten Weltkrieg erfuhr Laudenbach durch die Aufnahme von Flüchtlingen einen starken Bevölkerungszuwachs. So fanden bspw. im Frühjahr 1946 etwa 280 heimatvertriebene Ungarndeutsche in Laudenbach eine neue Heimat. Die Gemeinde wurde zu einem Teil des neugebildeten Bundeslandes Baden-Württemberg und bei der Kreisreform 1973 dem Rhein-Neckar-Kreis angegliedert. 1995 feierte Laudenbach das 1200-jährige Gemeindejubiläum.
Einwohnerentwicklung
| Jahr      | 1496 | 1777 | 1834 | 1905 | 1950 | 1961 | 1967 | 1970 | 1991 | 1995 | 2005 | 2010 | 2015 | 2020 |
| --------- | ---- | ---- | ---- | ---- | ---- | ---- | ---- | ---- | ---- | ---- | ---- | ---- | ---- | ---- |
| Einwohner | 185  | 784  | 1724 | 1753 | 3022 | 3316 | 3564 | 3645 | 5348 | 5731 | 6080 | 6051 | 6097 | 6363 |

## Religionen
Die Pfalz führte gegen den Widerstand des Wormser Bischofs bis 1573 die Reformation ein und vollzog mit dem Herrscherhaus der Wittelsbacher die mehrmaligen Konfessionswechsel. Nach dem Regensburger Vergleich 1653 kam es zum Simultaneum zwischen Katholiken und Reformierten. Von 1825 bis 1945 waren die Evangelischen in Laudenbach in der Mehrheit. Durch den starken Zuzug von Heimatvertriebenen nach dem Zweiten Weltkrieg verschoben sich die Verhältnisse, und die Katholiken stellten 1961 51 Prozent der Einwohner.
Die katholische Gemeinde gehört heute zum Dekanat Heidelberg-Weinheim des Erzbistums Freiburg und die evangelische Gemeinde zum Kirchenbezirk Neckar-Bergstraße der Evangelischen Landeskirche in Baden.

## Politik

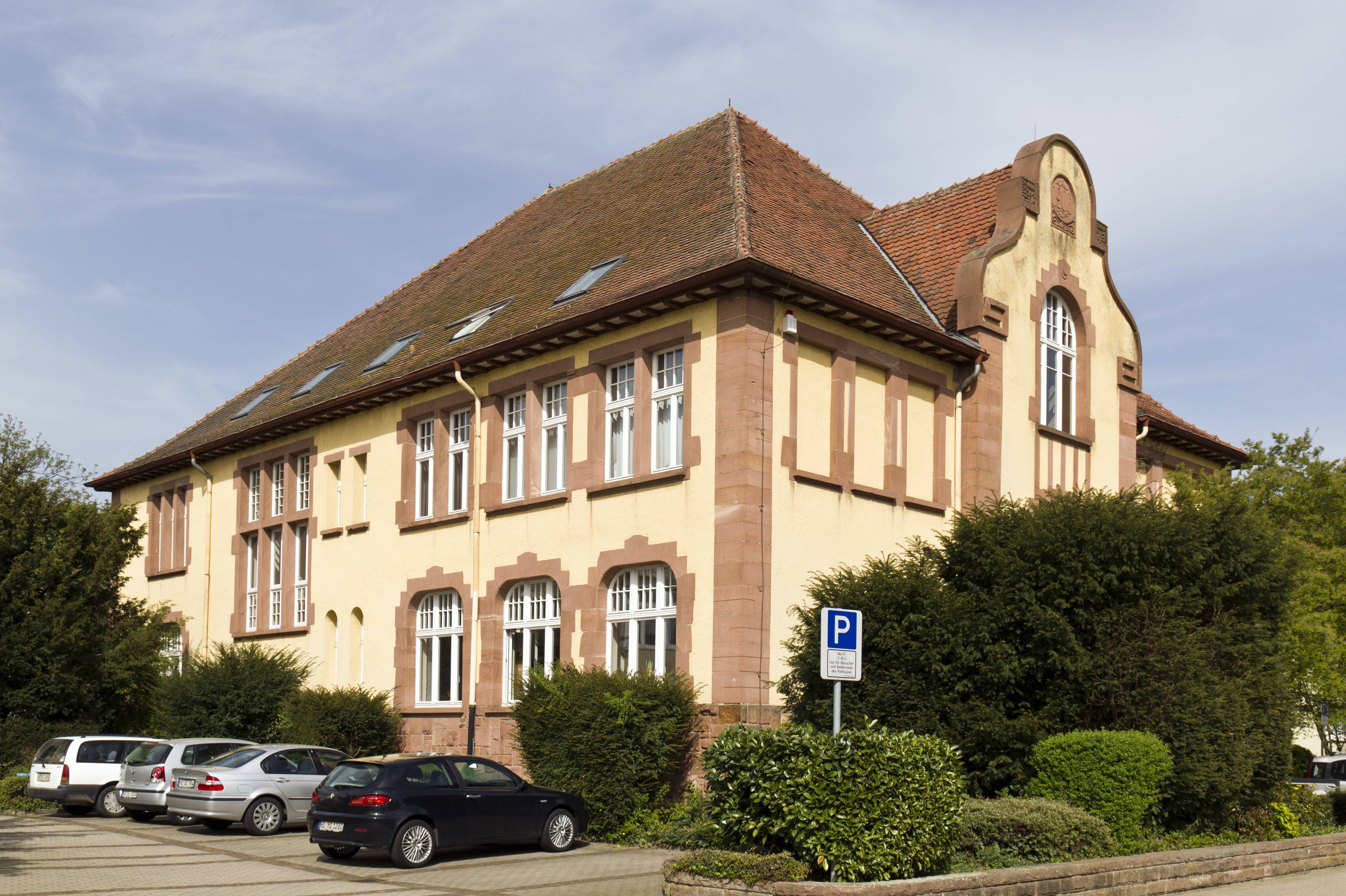
Rathaus

### Gemeinderat
Der Gemeinderat Laudenbachs hat 18 Mitglieder, die in direkter Wahl für jeweils fünf Jahre gewählt werden. Dazu kommt der Bürgermeister als stimmberechtigter Vorsitzender des Rats.
Die Kommunalwahl 2024 führte zu folgendem Ergebnis (in Klammern: Unterschied zu 2019):
| Partei                         | Stimmenanteil  | Sitze   |
| ------------------------------ | -------------- | ------- |
| CDU                            | 51,0 %0(+ 5,8) | 90(+ 1) |
| SPD                            | 31,6 %0(+ 3,6) | 60(+ 1) |
| Grüne                          | 17,3 %0(- 9,4) | 30(- 2) |
| Wahlbeteiligung: 71,1 %0(+1,7) |                |         |

### Bürgermeister
Der Bürgermeister wird in direkter Wahl für eine Amtszeit von acht Jahren gewählt. Seit 2020 ist Benjamin Köpfle (SPD) Bürgermeister von Laudenbach.
Die letzte Wahl fand am 1. Dezember 2019 statt. Im zweiten Wahlgang wurde Benjamin Köpfle mit 51,05 Prozent der Stimmen zum Bürgermeister gewählt. Die Gegenkandidatin Claudia Keil erzielte 48,89 Prozent der Stimmen. Die Wahlbeteiligung lag bei 69,94 Prozent (2011: 42,29 Prozent).

### Kreistag
Laudenbach gehört gemeinsam mit der Stadt Hemsbach und der Gemeinde Heddesheim zum Wahlkreis I des Kreistags des Rhein-Neckar-Kreis. Der Wahlkreis entsendet regulär 5 Mitglieder in den Kreistag. Bei der Kreistagswahl 2024 zogen aus Laudenbach Bürgermeister Benjamin Köpfle mit 8031 Stimmen und Alois Nickel mit 4476 Stimmen in den Kreistag ein.  

### Wappen
Die Blasonierung des Wappens lautet: In von Blau und Silber gespaltenem Schild vorn ein silbernes Winzermesser, hinten eine blaue Weintraube an schwarzem Rebast mit grünem Blatt.
Das Wappen geht zurück auf ein Gerichtssiegel aus dem Jahr 1539. Es nimmt Bezug auf die große Bedeutung des Weinbaus für den Ort. Die Farben wurden 1910 festgelegt und greifen die Tingierung des kurpfälzer Wappens auf.
Die Flagge ist Blau-Weiß und wurde 1963 vom Innenministerium verliehen.

### Gemeindepartnerschaften
Laudenbach ist seit 1981 mit der französischen Gemeinde Ivry-la-Bataille, die 80 km westlich von Paris und in der Normandie liegt, verschwistert. Freundschaftliche Verbindungen zu Elek in Ungarn gibt es auf offizieller Ebene seit den 1990er Jahren. Diese Verbindung soll zu einer offiziellen Städtepartnerschaft ausgebaut werden.

## Kultur und Sehenswürdigkeiten

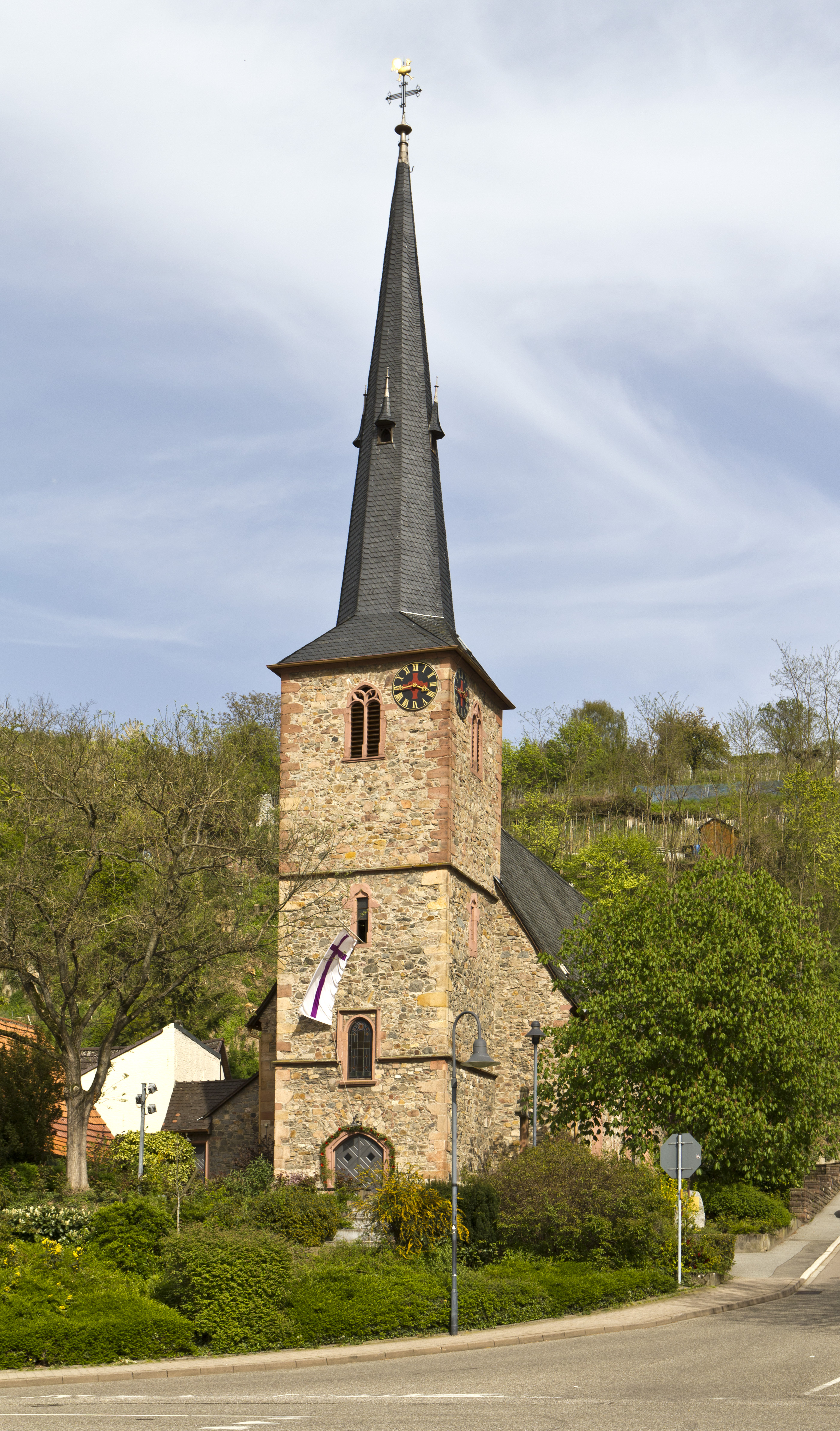
Alte Dorfkirche

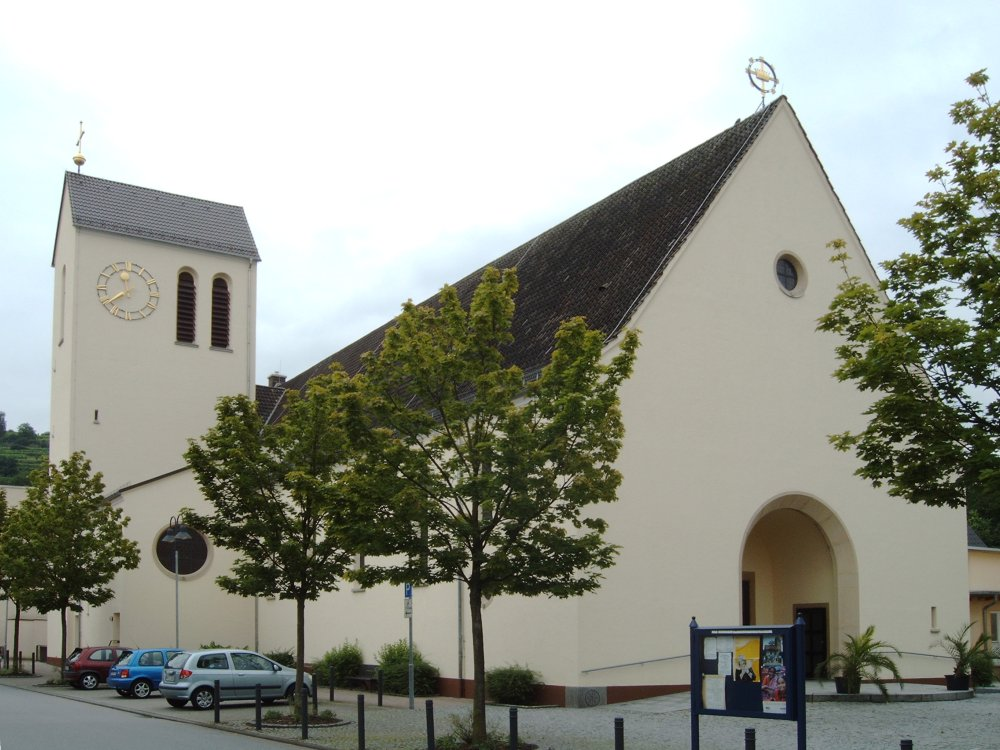
St.-Bartholomäus-Kirche

### Kirchen
Eine Kirche in Laudenbach wurde erstmals im Jahr 1238 in einer Bulle von Papst Gregor IX. erwähnt. Der spätgotische Bau der alten Dorfkirche – heute die evangelische Martin-Luther-Kirche – stammt aus der Zeit um 1500. Die Kirche wurde mehrmals, so 1612, 1722 und 1936, umgebaut oder erweitert. Seit dem Regensburger Vergleich 1653 wurde sie von Katholiken und Protestanten gemeinsam genutzt. Erst 1935 wurde das Simultaneum beendet, als die katholische Gemeinde die St.-Bartholomäus-Kirche errichtete.

### Sport
- Turngemeinde Laudenbach 1889
- Sportverein 1928 Laudenbach
- Sportschützenverein Laudenbach 1922
- Tennisclub 1972 Laudenbach
- Skiclub Laudenbach
- Ring- und Stemmclub 1908 Laudenbach
- Kegelverein KV Laudenbach e. V.
- Kegelsportgemeinschaft KSG Laudenbach e. V.
- Landjugend Neckar-Bergstraße (Tauziehen)
- Radgemeinschaft Laudenbach
- Schachklub 1995 Laudenbach

### Musik
- Singverein 1870 Laudenbach
- Big Band Laudenbach
- Außenstelle der Musikschule Badische Bergstraße e. V.
- Evang. Kirchenchor 1887 Laudenbach
- Evang. Posaunenchor Laudenbach
- Kath. Kirchenchor 1910 Laudenbach
- Musikverein Laudenbach
- Jazzkeller am Rathaus
- Spielmannszug 1898 der Freiwilligen Feuerwehr Laudenbach
- Kinder- und Jugendchor Fontäne[9]

### Regelmäßige Veranstaltungen
Am ersten Wochenende im September (bis einschl. Montag) findet die Laudenbacher Froschkerwe statt. Am zweiten Samstag im Juli wird regelmäßig das Lindenplatzfest gefeiert.
Am Samstag vor dem 1. Advent wird vor der katholischen Kirche und im Kindergarten Abenteuerland der „Adventszauber“ durchgeführt – eine Gemeinschaftsveranstaltung von örtlicher Pfadfinderschaft (DPSG) und katholischem Kindergarten. Dort werden auch die traditionellen handgefertigten Adventskränze der Pfadfinder verkauft, die in der Woche vor dem 1. Advent angefertigt werden.
Am Samstag vor dem 2. Advent findet der traditionelle Weihnachtsmarkt auf dem Festplatz vor der Grundschule (ab 2016) statt. Diese Veranstaltung wird vom Laudenbacher Kerwe- und Heimatverein organisiert und durchgeführt.

## Wirtschaft und Infrastruktur

### Wirtschaft
Durch seine Lage im Rhein-Neckar-Dreieck begünstigt, bietet sich Laudenbach ein sehr gutes wirtschaftliches Umfeld. So liegen mit den Städten Mannheim, Ludwigshafen am Rhein, Heidelberg und Darmstadt gleich mehrere wirtschaftsstarke Standorte in unmittelbarer Nähe. Darüber hinaus haben sich in einem hierfür ausgewiesenen Gewerbe- und Industriegebiet mehrere mittelständische Betriebe vor Ort angesiedelt.
Bis Anfang der 1990er Jahre wurden in Laudenbach Wohnwagen der Marke Wolfbart gefertigt. Die in Laudenbach gegründete Firma wurde 1974 an die Firma Knaus veräußert. Die Produktion wurde eingestellt und die Fertigungsanlage stand jahrelang leer, bevor sie abgerissen wurde und somit der Wohnbebauung „Neuwiesen“ wich.

### Verkehr

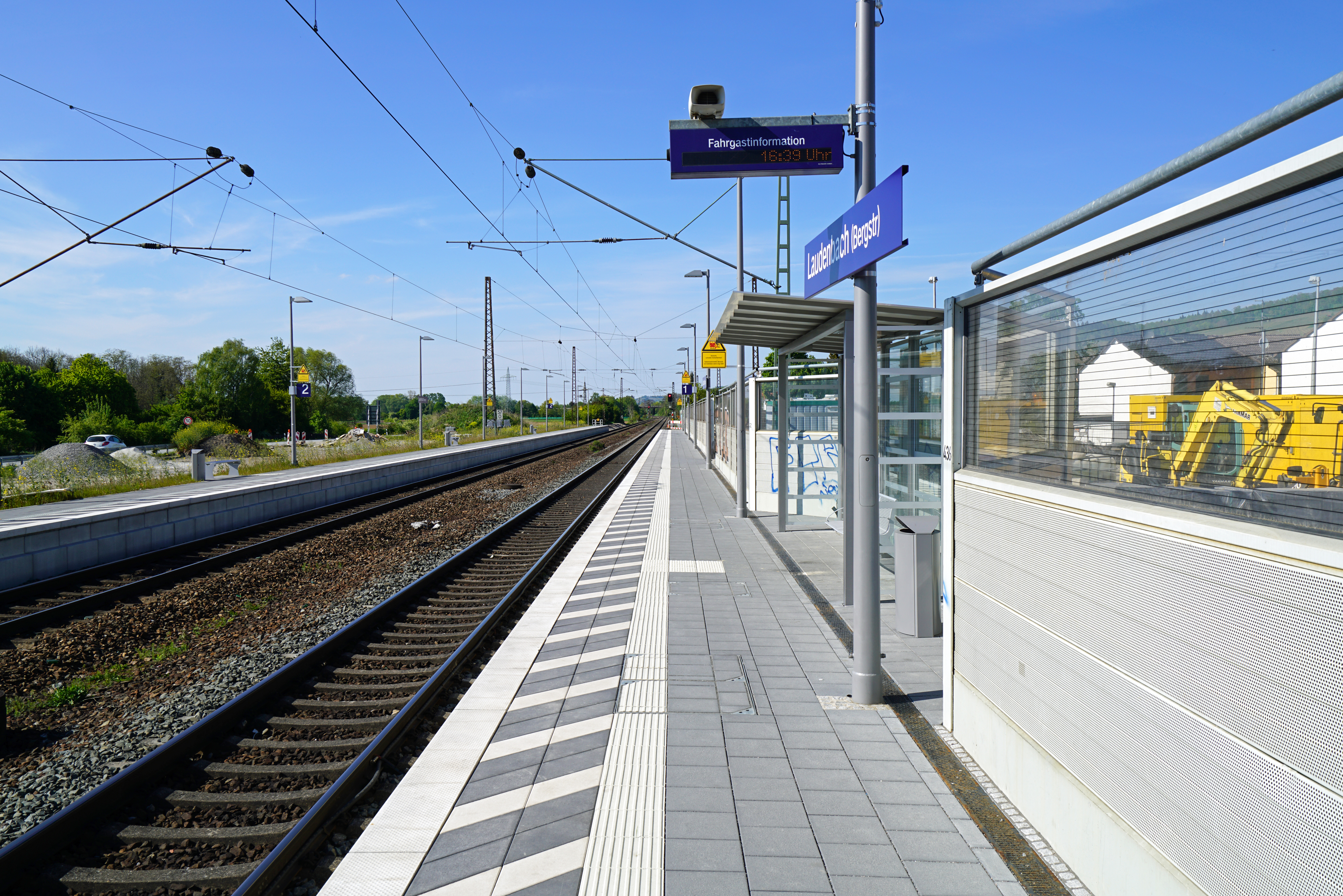
Haltepunkt Laudenbach (Bergstr) an der Bahnstrecke Frankfurt am Main–Heidelberg

#### Straßenverkehr
Laudenbach liegt verkehrsgünstig an der Bundesautobahn 5 (Frankfurt am Main–Karlsruhe). Das Fehlen einer eigenen Autobahnauffahrt hat jedoch dazu geführt, dass der gesamte Pendlerverkehr über die beiden benachbarten Städte Hemsbach und Heppenheim fließt, was die dort ohnehin schon angespannte Verkehrssituation noch verschlechtert. Mit der Fertigstellung der Kreisverbindungstraße zwischen Laudenbach und Weinheim im Mai 2015 verbesserte sich die Verkehrsanbindung. Laudenbach liegt außerdem an einer der längsten Bundesstraßen Deutschlands, der B 3 (zwischen Darmstadt und Heidelberg).

#### Schienenverkehr und ÖPNV
In Laudenbach befindet sich der Haltepunkt Laudenbach (Bergstr) an der Bahnstrecke Frankfurt am Main–Heidelberg. Es bestehen stündliche Verbindungen mit Regionalbahnen nach Frankfurt am Main, Mannheim und Heidelberg und stündliche Verbindungen mit S-Bahnen nach Mainz, Worms, Mannheim und Bensheim. Der Haltepunkt wurde in den Jahren 2016 und 2017 für eine Bedienung durch die S-Bahn RheinNeckar umgebaut. Dabei wurden unter anderem die Bahnsteige barrierefrei ausgebaut und auf eine Höhe von 76 cm über Schienenoberkante erhöht.
Nach Weinheim führt eine Buslinie. Nach Hemsbach und Heppenheim verkehren Ruftaxi-Linien. Laudenbach liegt im Tarifgebiet des Verkehrsverbunds Rhein-Neckar.

#### Radverkehr
Durch eine Alltagsroute aus dem Radnetz Baden-Württemberg ist Laudenbach über Hemsbach mit Weinheim und außerdem Richtung Heppenheim verbunden.
In Laudenbach endet der Badische Weinradweg, der zu den Landes-Radfernwegen gehört. Er führt von Grenzach-Wyhlen am Hochrhein nach Laudenbach, dabei werden sieben der neun badischen Weinanbaugebiete untereinander verbunden. Die Route verläuft von Weinheim über Sulzbach-West und Hemsbach nach Laudenbach und endet am Bahnhof.

### Bildung
Laudenbach verfügt mit der Sonnberg-Schule über eine Grundschule sowie drei Kindergärten, von denen sich je einer in evangelischer, in römisch-katholischer und in kommunaler Trägerschaft befindet.
Zudem gehört die Gemeinde dem Schulverband Nördliche Badische Bergstraße an. Dieser betreibt in der Nachbargemeinde Hemsbach ein Bildungszentrum mit Hauptschule, Realschule und Gymnasium.
Die Gemeinde betreibt eine Bücherei.

## Besonderheit

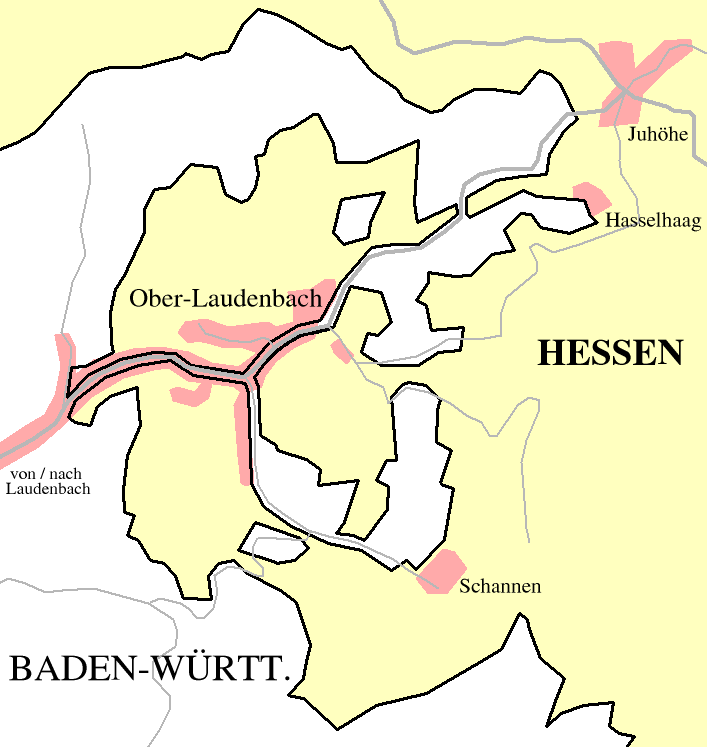
Grenzziehung bei Ober-Laudenbach

Die Kreisstraße K 203 des hessischen Kreises Bergstraße liegt vollständig auf dem Gebiet der Gemeinde Laudenbach.
Am östlichen Ortsrand zweigt die Kreisstraße K 4129 von der Bundesstraße 3 nach Osten ab. Sie trägt den Namen Kirchstraße. Diese geht am Abzweig der kleinen Straße mit dem Namen Finstertal in die Ober-Laudenbacher-Straße über. Ab hier handelt es sich um die K 203 des Kreises Bergstraße. Diese endet am Abzweig der kleinen Straße In der Wolfslücke.
Während sich die Fahrbahn der Ober-Laudenbacher-Straße auf baden-württembergischem Boden befindet und somit zur Gemeinde Laudenbach gehört, ist dies bei den Häusern an dieser Straße nicht der Fall. Sie gehören zum Ortsteil Ober-Laudenbach der Kreisstadt Heppenheim (Bergstraße) in Hessen.

## Persönlichkeiten
- 1598–1613 Wirkungsort von Anton Praetorius, reformierter Pfarrer, Gegner der Hexenprozesse. Er verfasste hier 1598 das Buch: »Von Zauberey vnd Zauberern Gründlicher Bericht« gegen Hexenprozesse und Folter. 1602 fasste er in einer zweiten Auflage des »Gründlichen Berichtes« den Mut, seinen eigenen Namen als Autor zu verwenden. 1613 erschien die dritte Auflage seines Berichtes über Zauberey und Zauberer mit einem persönlichen Vorwort.